# Ferdinando Nelli Feroci

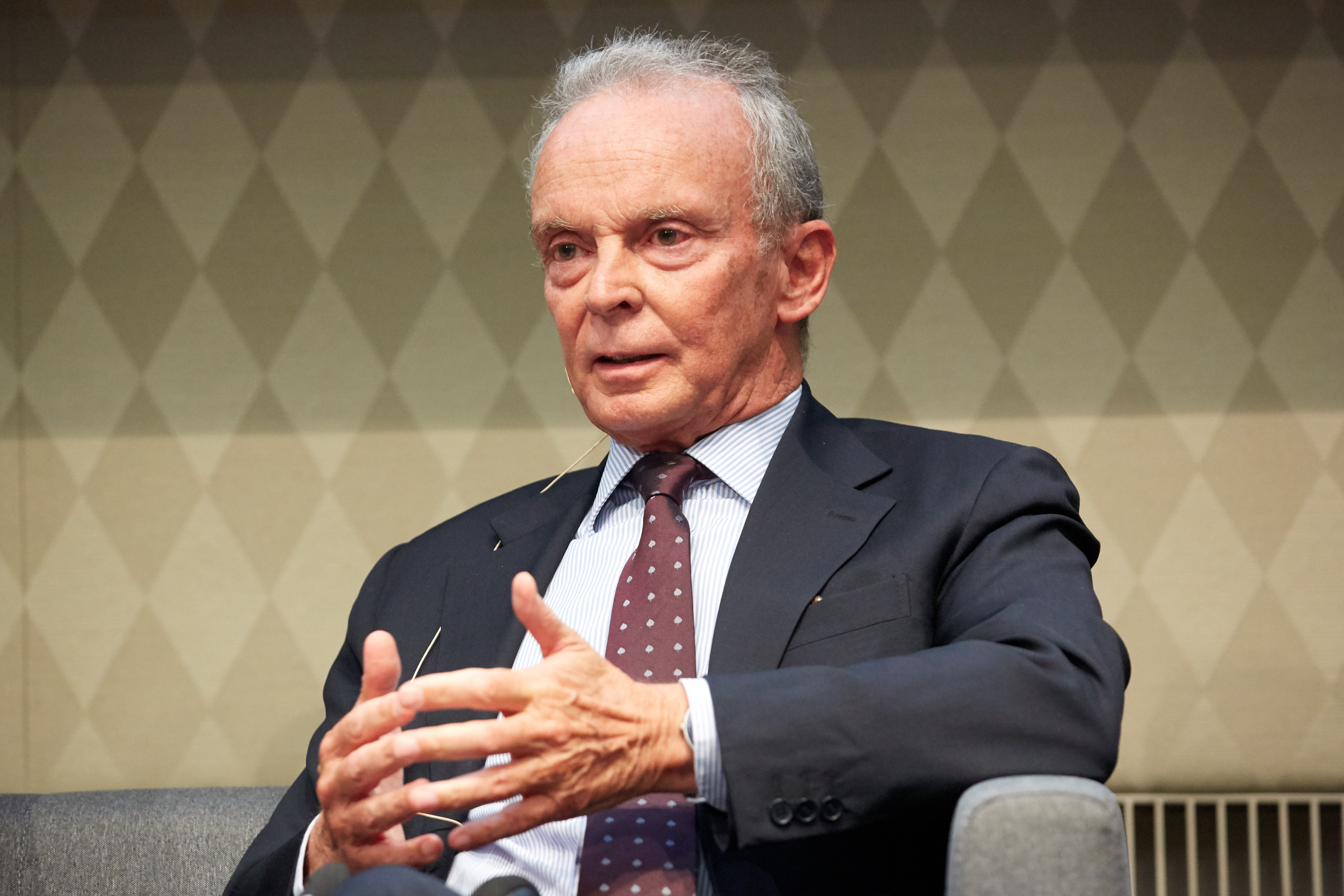
Ferdinando Nelli Feroci

Ferdinando Nelli Feroci (* 18. Dezember 1946 in Pisa) ist ein italienischer Diplomat und EU-Beamter. Er war 2014 kurzzeitig Kommissar für Industrie und Unternehmen.
Ferdinando Nelli Feroci studierte Internationales Recht an der Universität Pisa mit Abschluss 1970 und schloss eine Spezialisierung auf internationale Beziehungen an. Er trat 1972 in den italienischen diplomatischen Dienst ein. Zunächst war er in den italienischen Vertretungen bei den Vereinten Nationen, in Algerien, Frankreich und China eingesetzt. Ab 1998 übernahm er Aufgaben im italienischen Außenministerium, zuletzt als Kabinettschef des Außenministers von 2006 bis 2008. Danach war er bis 2013 ständiger Vertreter Italiens bei der Europäischen Union. In der Kommission Barroso II übernahm er 2014 kurzzeitig das Amt des Kommissars für Industrie und Unternehmen.